# Ричер (телесериал)
«Ри́чер» (англ. Reacher) — американский телесериал в жанре боевика, триллера, драмы и детектива, основанный на цикле книг о Джеке Ричере Ли Чайлда.
Премьера первого сезона, основанного на книге «Этаж смерти» (первой в цикле книг о Джеке Ричере), состоялась 4 февраля 2022 года на стриминговой платформе Amazon Prime Video.
7 февраля 2022 года, через три дня после премьеры первого сезона, телесериал был продлён на второй сезон, который основан на одиннадцатой книге «Сплошные проблемы и неприятности». Премьера второго сезона состоялась 15 декабря 2023 года.
В начале декабря 2023 года, ещё до премьеры второго сезона, сериал был продлён на третий сезон, основанный на книге «Убедительный довод» (седьмой книге в цикле).
В октябре 2024 года, перед премьерой третьего сезона, сериал продлили на четвёртый сезон. Премьера третьего сезона состоялась 20 февраля 2025 года.

## В ролях
- Алан Ритчсон — Джек Ричер[4]
  - Максвелл Дженкинс — юный Джек Ричер[5]
- Мария Стен[англ.] — Фрэнсис Нигли[6]

### 1-й сезон
- Малкольм Гудвин — Оскар Финли[7]
- Уилла Фицджералд — Роско Конклин[7]
- Крис Уэбстер — Кей Джей[7]
- Брюс Макгилл — Гровер Тил[6]
- Хью Томпсон[англ.] — Бейкер[6]
- Кристин Крук — Чарли[5]
- Марк Бендэвид — Хаббл[5]
- Уилли Си Карпентер — Мосли[5]
- Карри Грэм — Клинер-старший[5]
- Харви Гийен — Джаспер[5]

## Эпизоды

### Обзор сезонов
| Сезон | Серии | Серии | Даты показа     | Даты показа     |
| Сезон | Серии | Серии | Первая серия    | Последняя серия |
| ----- | ----- | ----- | --------------- | --------------- |
| 1     | 8     | 8     | 4 февраля 2022  | 4 февраля 2022  |
| 2     | 8     | 8     | 15 декабря 2023 | 19 января 2024  |
| 3     | 8     | 8     | 20 февраля 2025 | 27 марта 2025   |

### Сезон 1 (2022)
| № общий | № в сезоне | Название                                            | Режиссёр        | Автор сценария   | Дата премьеры  |
| ------- | ---------- | --------------------------------------------------- | --------------- | ---------------- | -------------- |
| 1       | 1          | «Добро пожаловать в Маргрейв» «Welcome to Margrave» | Томас Винсент   | Ник Сантора      | 4 февраля 2022 |
| 2       | 2          | «Первый танец» «First Dance»                        | Сэм Хилл        | Скотт Салливан   | 4 февраля 2022 |
| 3       | 3          | «Полной ложкой» «Spoonful»                          | Стивен Серджик  | Аадрита Мукерджи | 4 февраля 2022 |
| 4       | 4          | «На дереве» «In a Tree»                             | Кристин Мур     | Кейт Даффи       | 4 февраля 2022 |
| 5       | 5          | «Без извинений» «No Apologies»                      | Норберто Барба  | Скотт Салливан   | 4 февраля 2022 |
| 6       | 6          | «Бумаги (фр.)» «Papier»                             | Омар Мадха      | Аадрита Мукерджи | 4 февраля 2022 |
| 7       | 7          | «Ричер ничего не сказал» «Reacher Said Nothing»     | Лин Одинг       | Скотт Салливан   | 4 февраля 2022 |
| 8       | 8          | «Пирог» «Pie»                                       | Эм Джей Бассетт | Ник Сантора      | 4 февраля 2022 |

### Сезон 2 (2023—2024)
| № общий | № в сезоне | Название                                                             | Режиссёр      | Автор сценария                   | Дата премьеры   |
| ------- | ---------- | -------------------------------------------------------------------- | ------------- | -------------------------------- | --------------- |
| 9       | 1          | «Банкомат» «ATM»                                                     | Сэм Хилл      | Ник Сантора                      | 15 декабря 2023 |
| 10      | 2          | «Что происходит в Атлантик-сити» «What Happens In Atlantic City»     | Сэм Хилл      | Скотт Салливан                   | 15 декабря 2023 |
| 11      | 3          | «Одно изображение стоит тысячи слов» «Picture Says a Thousand Words» | Омар Мадха    | Пенни Кокс                       | 15 декабря 2023 |
| 12      | 4          | «Вечер классической музыки» «A Night at the Symphony»                | Омар Мадха    | Кейт Даффи                       | 22 декабря 2023 |
| 13      | 5          | «Похороны» «Burial»                                                  | Кэрол Бэнкер  | Скотт Салливан                   | 29 декабря 2023 |
| 14      | 6          | «Лучшие в Нью-Йорке» «New Yorks Finest»                              | Кэрол Бэнкер  | Кейт Даффи и Майкл Дж. Гутьеррес | 5 января 2024   |
| 15      | 7          | «Человек проходит» «The Man Goes Through»                            | Джулиан Холмс | Пенни Кокс и Лилиан Ванг         | 12 января 2024  |
| 16      | 8          | «Пилот» «Fly Boy»                                                    | Джулиан Холмс | Скотт Салливан                   | 19 января 2024  |

### Сезон 3 (2025)
| № общий | № в сезоне | Название                                       | Режиссёр    | Автор сценария         | Дата премьеры   |
| ------- | ---------- | ---------------------------------------------- | ----------- | ---------------------- | --------------- |
| 17      | 1          | «Средство убеждения» «Persuader»               | Сэм Хилл    | Скотт Салливан         | 20 февраля 2025 |
| 18      | 2          | «Перевозка» «Truckin»                          | Сэм Хилл    | Пенни Кокс             | 20 февраля 2025 |
| 19      | 3          | «Второй номер уволен» «Number 2 with a Bullet» | Гэри Фелдер | Кат Даффи              | 20 февраля 2025 |
| 20      | 4          | «Доминик» «Dominique»                          | Сэм Хилл    | Лилиан Ванг            | 27 февраля 2025 |
| 21      | 5          | «Резкий удар» «Smackdown»                      | Неизвестно  | Майкл Дж. Гутьеррес    | 6 марта 2025    |
| 22      | 6          | «Дым над водой» «Smoke on the Water»           | Неизвестно  | Скотт Салливан         | 13 марта 2025   |
| 23      | 7          | «Лос-анджелесская история» «L.A. Story»        | Неизвестно  | Пенни Кокс и Кат Даффи | 20 марта 2025   |
| 24      | 8          | «Незаконченное дело» «Unfinished Business»     | Неизвестно  | Скотт Салливан         | 27 марта 2025   |

## Производство

### Разработка
15 июля 2019 года компания Amazon Prime Video объявила о начале разработки телевизионной адаптации серии книг Ли Чайлда о Джеке Ричере. 14 января 2020 года было заказано производство первого сезона, который основан на сюжете книги «Этаж смерти». В июле 2021 года стало известно, что режиссёром телесериала станет Майкл Бассетт.
Второй сезон основан на одиннадцатой книге «Сплошные проблемы и неприятности» (согласно Ли Чайлду, это было сделано в расчёте на привлечение к сериалу более широкой аудитории, не знакомой с литературной серией; было решено выбрать произведение, где Ричер показан с профессиональной стороны и описывается его армейское прошлое).

### Подбор актёров
4 сентября 2020 года на главную роль в телесериале был утверждён Алан Ритчсон. 22 марта 2021 года на ведущие роли были утверждены Малкольм Гудвин, Уилла Фицджералд и Крис Уэбстер. 19 мая 2021 года к основному актёрскому составу присоединились Брюс Макгилл, Мария Стерн и Хью Томпсон. В июне 2021 года стало известно, что в первом сезоне также снимутся Кристин Крук, Марк Бендэвид, Уилли Си Карпентер, Карри Грэм, Харви Гийен и Максвелл Дженкинс.

### Съёмки
Съёмки первого сезона прошли с 15 апреля по 30 июля 2021 года в Онтарио. Весь вымышленный город Маргрейв был построен на арендованном фермерском участке в Онтарио. Во время съёмок первого сезона Алан Ритчсон получил перелом ключицы, из-за чего ему сделали операцию. Также во время съёмок драки он получил разрыв косой мышцы живота.
Съёмки второго сезона прошли в Онтарио с сентября 2022 года по февраль 2023 года.
Съёмки третьего сезона начались к декабрю 2023 года.

## Премьера
Премьера первого сезона состоялась 4 февраля 2022 года на платформе Prime Video.
Премьера второго сезона состоялась 15 декабря 2023 года.

## Оценки критиков
На сайте Rotten Tomatoes рейтинг первого сезона составляет 92 % на основании 75 рецензий критиков со средним баллом 7,3 из 10. На сайте Metacritic рейтинг первого сезона составляет 68 баллов из 100 возможных на основании на 18 рецензий критиков, что означает «в целом положительные отзывы».
Рейтинг второго сезона на Rotten Tomatoes составляет 100 % на основании 36 рецензий критиков со средним баллом 8,1 из 10.
Рейтинг третьего сезона на Rotten Tomatoes составляет 97 % на основании 38 рецензий критиков со средним баллом 7,9 из 10.

## Интересные факты
Во втором сезоне есть интересная отсылка. Персонаж Роберта Патрика, (игравшего терминатора Т-1000 в фильме "Терминатор 2: Судный день", которому противостоят терминатор Т-800, Сара Коннор и Джон Коннор) получив по телефону от собеседника вопрос "А кто такая Сара Коннор?" отвечает "Да мне как-то плевать".